# Day & Age World Tour
El Day & Age Tour es una gira de conciertos realizada por la banda de Rock alternativo norteamericana The Killers como promoción de su disco Day & Age. La gira se llevó a cabo entre 2008 y 2009, comenzando en Inglaterra y finalizando en Emiratos Árabes Unidos a fines de 2009. Durante esta gira The Killers visitó Europa, Norteamérica, Latinoamérica, Sudáfrica y Dubái.

## Personal
- Brandon Flowers - Voz, Teclados, Piano, Bajo en "For Reasons Unknown"
- Dave Keuning - Guitarra líder, Coros
- Mark Stoermer - Bajo, Coros, Guitarra rítmica en "For Reasons Unknown"
- Ronnie Vannucci Jr. - Batería, Percusión

### Personal adicional
- Ray Suen - Teclados, Guitarra rítmica y líder, Violín, Coros
- Rob Whited - Percusión
- Tommy Marth - Saxofón
- Bobby Lee Parker - Guitarra acústica

## Setlist
The Killers no tiene un setlist definido para cada show, por lo que esta es la lista de canciones interpretadas a lo largo de la gira.
- Human - 120 veces
- Mr. Brightside - 119 veces
- Spaceman - 119 veces
- Somebody Told Me - 118 veces
- When You Were Young - 118 veces
- For Reasons Unknown - 118 veces
- All These Things That I've Done - 117 veces
- Smile Like You Mean It - 116 veces
- Jenny Was a Friend of Mine - 114 veces
- Bling (Confessions of a King) - 104 veces
- Shadowplay - 104 veces
- Bones - 104 veces
- Joy Ride - 100 veces
- A Dustland Fairytale - 98 veces
- This Is Your Life - 97 veces
- Sam's Town - 75 veces
- Losing Touch - 58 veces
- The World We Live In - 57 veces
- I Can't Stay - 56 veces
- Neon Tiger - 38 veces
- Change Your Mind - 22 veces
- Sweet Talk - 15 veces
- Can't Help Falling in Love - 11 veces
- This River is Wild - 8 veces
- On Top - 6 veces
- Tranquilize - 6 veces
- Believe Me Natalie - 5 veces
- Ruby, Don't Take Your Love To Town - 5 veces
- Spaceman (reprise) - 3 veces
- Don't Let Me Be Misunderstood - 3 veces
- Under The Milky Way - 2 veces
- Move Away - 2 veces
- Love Me Tender - 2 veces
- Andy, You're A - 2 veces
- Pretty In Pink (with the Psychedelic Furs) - 1 vez
- Joy Ride (reprise) - 1 vez
- Girls Just Want To Have Fun - 1 vez
- Drive - 1 vez
- He Doesn't Know Why- 1 vez
- Tidal Wave - 1 vez
- Bizarre Love Triangle - 1
- Home Means Nevada - 1 vez
- Under The Gun - 1 vez
- My List - 1 vez

## Fechas
| Fecha                                                    | Ciudad             | País                   | Lugar                                     |
| -------------------------------------------------------- | ------------------ | ---------------------- | ----------------------------------------- |
| Fechas de calentamiento                                  |                    |                        |                                           |
| 20 de octubre 2008                                       | Paradise           | Estados Unidos         | House of Blues                            |
| 24 de octubre 2008                                       | Nueva York         | Estados Unidos         | Hammerstein Ballroom                      |
| 28 de octubre 2008                                       | París              | Francia                | Nouveau Casino                            |
| 2 de noviembre 2008                                      | Londres            | Inglaterra             | Bush Hall                                 |
| 3 de noviembre 2008                                      | Londres            | Inglaterra             | Royal Albert Hall                         |
| 9 de diciembre 2008                                      | Seattle            | Estados Unidos         | Deck the Hall Ball                        |
| 12 de diciembre 2008                                     | San Francisco      | Estados Unidos         | Warfield Theatre                          |
| 14 de diciembre 2008                                     | Los Ángeles        | Estados Unidos         | Gibson Amphitheatre                       |
| Primera Manga - Norteamérica I                           |                    |                        |                                           |
| 16 de enero 2009                                         | Boulder            | Estados Unidos         | Fox Theatre                               |
| 17 de enero 2009                                         | Denver             | Estados Unidos         | Magness Arena                             |
| 19 de enero 2009                                         | Minneapolis        | Estados Unidos         | Northrop Auditorium                       |
| 20 de enero 2009                                         | Chicago            | Estados Unidos         | UIC Pavilion                              |
| 22 de enero 2009                                         | Ypsilanti          | Estados Unidos         | EMU Convocation Center                    |
| 23 de enero 2009                                         | Toronto            | Canadá                 | Northrop Auditorium                       |
| 25 de enero 2009                                         | Nueva York         | Estados Unidos         | Madison Square Garden                     |
| 26 de enero 2009                                         | Boston             | Estados Unidos         | Agganis Arena                             |
| 28 de enero 2009                                         | Fairfax            | Estados Unidos         | Patriot Center at George Mason University |
| 29 de enero 2009                                         | North Myrtle Beach | Estados Unidos         | House of Blues                            |
| 30 de enero 2009                                         | Atlanta            | Estados Unidos         | Centro Cívico de Atlanta                  |
| 31 de enero 2009                                         | Nashville          | Estados Unidos         | Grand Ole Opry House                      |
| 2 de febrero 2009                                        | Houston            | Estados Unidos         | Verizon Wireless Theater                  |
| 3 de febrero 2009                                        | Austin             | Estados Unidos         | Frank Erwin Center                        |
| 4 de febrero 2009                                        | Grand Praire       | Estados Unidos         | Nokia Theatre                             |
| Segunda Manga - Europa I                                 |                    |                        |                                           |
| 20 de febrero 2009                                       | Dublín             | Irlanda                | The O2                                    |
| 21 de febrero 2009                                       | Belfast            | Irlanda del Norte      | Odyssey Arena                             |
| 23 y 24 de febrero 2009                                  | Londres            | Inglaterra             | O2 Arena                                  |
| 26 y 27 de febrero 2009                                  | Birmingham         | Inglaterra             | LG Arena                                  |
| 28 de febrero 2009                                       | Cardiff            | Gales                  | Cardiff International Arena               |
| 2 de marzo 2009                                          | Sheffield          | Inglaterra             | Sheffield Arena                           |
| 3 de marzo 2009                                          | Nottingham         | Inglaterra             | Nottingham Arena                          |
| 5 de marzo 2009                                          | Aberdeen           | Escocia                | Aberdeen Exhibition and Conference Center |
| 5 de marzo 2009                                          | Glasgow            | Escocia                | Scottish Exhibition and Conference Center |
| 7 de marzo 2009                                          | Newcastle          | Inglaterra             | Newcastle Arena                           |
| 9 y 10 de marzo 2009                                     | Mánchester         | Inglaterra             | Manchester Evening News Arena             |
| 12 de marzo 2009                                         | Ámsterdam          | Países Bajos           | Heineken Music Hall                       |
| 13 de marzo 2009                                         | Düsseldorf         | Alemania               | Phillipshalle                             |
| 14 de marzo 2009                                         | Berlín             | Alemania               | Max Schmelinghalle                        |
| 16 de marzo 2009                                         | Múnich             | Alemania               | Zenith                                    |
| 17 de marzo 2009                                         | Milán              | Italia                 |                                           |
| 18 de marzo 2009                                         | Zúrich             | Suiza                  | Maag Eventhall                            |
| 19 de marzo 2009                                         | París              | Francia                | Zenith                                    |
| 21 de marzo 2009                                         | Barcelona          | España                 | Palau Olimpic de Badalona                 |
| 22 de marzo 2009                                         | Madrid             | España                 | Palacio de los Deportes                   |
| Tercera Manga - Oceanía                                  |                    |                        |                                           |
| 28 de marzo 2009                                         | Sídney             | Australia              | Centennial Park                           |
| 29 de marzo 2009                                         | Gold Coast         | Australia              | Avica Resort                              |
| 4 de abril 2009                                          | Melbourne          | Australia              | Showgrounds                               |
| 5 de abril 2009                                          | Perth              | Australia              | Claremont Showgrounds                     |
| 8 de abril 2009                                          | Auckland           | Nueva Zelanda          | Vector Arena                              |
| Cuarta Manga - Norteamérica II                           |                    |                        |                                           |
| 17 de abril 2009                                         | Las Vegas          | Estados Unidos         | The Joint                                 |
| 18 de abril 2009                                         | Indio              | Estados Unidos         | Coachella                                 |
| 19 de abril 2009                                         | San José           | Estados Unidos         | San Jose Event Center                     |
| 22 de abril 2009                                         | Seattle            | Estados Unidos         | Q West Field                              |
| 23 de abril 2009                                         | Victoria           | Canadá                 | Save On Foods Centre                      |
| 24 de abril 2009                                         | Vancouver          | Canadá                 | Thunderbird Stadium                       |
| 26 de abril 2009                                         | Calgary            | Canadá                 | Pengrowth Saddledome                      |
| 27 de abril 2009                                         | Edmonton           | Canadá                 | Rexall Place                              |
| 30 de abril 2009                                         | Milwaukey          | Estados Unidos         | Eagles Club                               |
| 1 de mayo 2009                                           | Indianápolis       | Estados Unidos         | Murat Theatre                             |
| 2 de mayo 2009                                           | Bonner Spring      | Estados Unidos         | Sandstone                                 |
| 3 de mayo 2009                                           | San Luis           | Estados Unidos         | Fox Theatre                               |
| 5 de mayo 2009                                           | Columbus           | Estados Unidos         | Lifestyle Communities Pavilion            |
| 6 de mayo 2009                                           | Cleveland          | Estados Unidos         | Time Warner Cable Amphitheater            |
| 8 de mayo 2009                                           | Camden             | Estados Unidos         | Susquehanna Bank Center                   |
| 9 de mayo 2009                                           | Uncasville         | Estados Unidos         | Mohegan Sun                               |
| Quinta Manga - Europa II                                 |                    |                        |                                           |
| 29 de mayo 2009                                          | Ámsterdam          | Holanda                | Heineken Music Hall                       |
| 30 de mayo 2009                                          | Landgraaf          | Holanda                | Pinkpop Festival                          |
| 31 de mayo 2009                                          | Hamburgo           | Alemania               | Colorline Arena                           |
| 3 de junio 2009                                          | Skive              | Dinamarca              | Skive Beach Party                         |
| 5 de junio 2009                                          | Nurburg            | Alemania               | Rock am Ring                              |
| 6 de junio 2009                                          | Nurenberg          | Alemania               | Rock Im Park                              |
| 7 de junio 2009                                          | Liubliana          | Eslovenia              | Hippodrome Stozice                        |
| 8 de junio 2009                                          | Verona             | Italia                 | Verona Arena                              |
| 22 de junio 2009                                         | Oslo               | Noruega                | Rockefeller                               |
| 22 de junio 2009                                         | Arendal            | Noruega                | Hovefestival                              |
| 26 de junio 2009                                         | Londres            | Inglaterra             | Hyde Park                                 |
| 28 de junio 2009                                         | Atenas             | Grecia                 | Rockwave Festival                         |
| 1 de julio 2009                                          | Bucarest           | Rumanía                | B'estfest                                 |
| 3 de julio 2009                                          | Werchter           | Bélgica                | Rock Werchter Festival                    |
| 8 de julio 2009                                          | Hultsfred          | Suecia                 | Festival de Hultsfred                     |
| 11 de julio 2009                                         | Kinross            | Escocia                | T in the Park Festival                    |
| 12 de julio 2009                                         | Nass               | Irlanda                | Oxigen Festival                           |
| 14 de julio 2009                                         | Roma               | Italia                 | RomaRock                                  |
| 16 de julio 2009                                         | Carhaix            | Francia                | Festival Les Vieilles Charrues            |
| 18 de julio 2009                                         | Lisboa             | Portugal               | Super Bock Super Rock                     |
| 19 de julio 2009                                         | Benicasim          | España                 | Festival Internacional de Benicàssim      |
| Sexta Manga - Norteamérica III                           |                    |                        |                                           |
| 8 de agosto 2009                                         | Elizabeth          | Estados Unidos         | Horseshoe Casino                          |
| 9 de agosto 2009                                         | Chicago            | Estados Unidos         | Lollapalooza                              |
| Sétima Manga - Europa III                                |                    |                        |                                           |
| 20 de agosto 2009                                        | Cracovia           | Polonia                | Coke Festival                             |
| 22 de agosto 2009                                        | Highlands Park     | Inglaterra             | V Festival - Highlands Park               |
| 23 de agosto 2009                                        | Weston Park        | Inglaterra             | V Festival - Weston Park                  |
| Octava Manga - Norteamérica IV                           |                    |                        |                                           |
| 31 de agosto 2009                                        | Columbia           | Estados Unidos         | Merriweather Post Pavilion                |
| 1 de septiembre 2009                                     | Wantaghy           | Estados Unidos         | Jones Beach Theater                       |
| 2 de septiembre 2009                                     | Holmdel            | Estados Unidos         | PNC Bank Arts Center                      |
| 4 de septiembre 2009                                     | Boston             | Estados Unidos         | TD Banknorth Garden                       |
| 5 de septiembre 2009                                     | Montreal           | Canadá                 | Bell Centre                               |
| 6 de septiembre 2009                                     | Toronto            | Canadá                 | Molson Amphitheatre                       |
| 9 de septiembre 2009                                     | Denver             | Estados Unidos         | Red Rocks Aphitheatre                     |
| 12 de septiembre 2009                                    | Mountain View      | Estados Unidos         | Shoreline Amphitheatre                    |
| 13 de septiembre 2009                                    | Santa Bárbara      | Estados Unidos         | Santa Barbara Bowl                        |
| 15 de septiembre 2009                                    | Irvine             | Estados Unidos         | Bren Event Center                         |
| 16 de septiembre 2009                                    | Los Ángeles        | Estados Unidos         | Hollywood Bowl                            |
| 18 de septiembre 2009                                    | San Diego          | Estados Unidos         | Cox Arena                                 |
| 19 de septiembre 2009                                    | Las Vegas          | Estados Unidos         | Mandalay Bay                              |
| 22 de septiembre 2009                                    | Sacramento         | Estados Unidos         | ARCO Arena                                |
| 24 de septiembre 2009                                    | Portland           | Estados Unidos         | Memorial Coliseum                         |
| 25 de septiembre 2009                                    | Boise              | Estados Unidos         | Qwest Arena                               |
| 26 de septiembre 2009                                    | Salt Lake City     | Estados Unidos         | The E. Center of West Valley              |
| 28 de septiembre 2009                                    | Phoenix            | Estados Unidos         | Dodge Theater                             |
| 1 de octubre 2009                                        | Orlando            | Estados Unidos         | UCF Arena                                 |
| 2 de octubre 2009                                        | Tampa              | Estados Unidos         | USF Sun Dome                              |
| 3 de octubre 2009                                        | Miami              | Estados Unidos         | American Airlines Arena                   |
| Novena Manga - Latinoamérica, Sudáfrica, Emiratos Árabes |                    |                        |                                           |
| 3 de noviembre 2009                                      | Monterrey          | México                 | Arena Monterrey                           |
| 5 de noviembre 2009                                      | Guadalajara        | México                 | Teatro Telmex                             |
| 7 y 8 de noviembre 2009                                  | Ciudad de México   | México                 | Palacio de los Deportes                   |
| 11 de noviembre 2009                                     | San Juan           | Puerto Rico            | Coliseo José Miguel Agrelot               |
| 13 de noviembre 2009                                     | Santo Domingo      | República Dominicana   | Estadio Olímpico de Santo Domingo         |
| 15 de noviembre 2009                                     | Bogotá             | Colombia               | Parque Jaime Duque                        |
| 19 de noviembre 2009                                     | Lima               | Perú                   | Explanada del Estadio Monumental          |
| 21 de noviembre 2009                                     | São Paulo          | Brasil                 | Chacara do Jockey                         |
| 27 de noviembre 2009                                     | Buenos Aires       | Argentina              | GEBA Gimnasia y Esgrima de Buenos Aires   |
| 29 de noviembre 2009                                     | Santiago           | Chile                  | Arena Santiago                            |
| 3 y 4 de diciembre 2009                                  | Johannesburgo      | Sudáfrica              | Coca Cola Dome                            |
| 6 de diciembre 2009                                      | Ciudad del Cabo    | Sudáfrica              | Val del Vie Wine Estate                   |
| 8 de diciembre 2009                                      | Dubái              | Emiratos Árabes Unidos | Emirates Palace Hotel                     |
| Décima Manga - Australia                                 |                    |                        |                                           |
| 13 de febrero 2010                                       | Sídney             | Australia              | Centennial Park                           |
| 14 de febrero 2010                                       | Perth              | Australia              | Claremont Showgrounds                     |
| 20 de febrero 2010                                       | Southport          | Australia              | Parklands Showgrounds                     |
| 21 de febrero 2010                                       | Melbourne          | Australia              | The Nursery                               |